# Bioclipse
Bioclipse ist eine freie und Open-Source-Software für Bio- und Chemoinformatik. Sie basiert auf der Eclipse Rich Client Platform und wurde am 11. November 2005 veröffentlicht.

## Funktionsweise
Als Eclipse-Plugin werden Einstellungen, Hilfe, Updates und Weiteres von Eclipse übernommen. Seit der ersten Version ist das Chemistry Development Kit enthalten, ein Jmol-Plugin zur 3D-Visualisierung von Molekülen und ein BioJava-Plugin für Sequenzanalyse. Später kamen eine Anbindung an die statistische Programmiersprache R mit StatET und eine Erweiterung um OpenTox hinzu. Weitere Funktionen umfassen Pharmakologie und Pharmaforschung sowie das Semantic Web für Biowissenschaften. Die Bioclipse Scripting Language (BSL) ist eine Scripting-Umgebung, die auf JavaScript und Groovy basiert. Sie wurde 2009 mit Version 2 eingeführt und ermöglicht die Weitergabe von Bioclipse-Analysen.
Bioclipse wird in Kooperation der Proteochemometric Group, Universität Uppsala und des Cheminformatics and Metabolism Teams um Christoph Steinbeck am European Bioinformatics Institute entwickelt und beinhaltet Bestandteile anderer wissenschaftlicher Einrichtungen wie der Universität Leiden, des Karolinska-Instituts und der Universität Maastricht. Die Entwicklung wird durch die International Bioclipse Association unterstützt. Es steht unter der Schirmherrschaft des Blue Obelisk Projektes.